# آن فليتشر
آن فليتشر (بالإنجليزية: Anne Fletcher)‏ هي مصممة رقص ومخرجة وممثلة أمريكية، ولدت في 1 مايو 1966 بديترويت في الولايات المتحدة.

## أعمال

### أفلام
- (1997) تيتانيك[4][5][6]
- (1997) صرخة 2[7]
- (1997) ليال مرعبة[8]
- (1999) دودلي إفعل الصح
- (2003) إسقاط المنزل[9]
- (2004) المرأة القطة[10][11]
- (2005) اللهاية[12][13][14]
- (2006) ستيب أب[15]
- (2008) 27 فستانا[16]
- (2009) عرض الزواج[17][18]
- (2012) روك العصور[19]

## وصلات خارجية
- آن فليتشر على موقع IMDb (الإنجليزية)
- آن فليتشر على موقع ألو سيني (الفرنسية)
- آن فليتشر على موقع ميوزك برينز (الإنجليزية)
- آن فليتشر على موقع أول موفي (الإنجليزية)
- آن فليتشر على موقع بوكس أوفيس موجو (الإنجليزية)
- آن فليتشر على موقع قاعدة بيانات الأفلام السويدية (السويدية)
- آن فليتشر على موقع قاعدة بيانات الفيلم (الإنجليزية)
- آن فليتشر على موقع كينوبويسك (الروسية)